# Pycnoschema armatum
Pycnoschema armatum är en skalbaggsart som beskrevs av Thomson 1859. Pycnoschema armatum ingår i släktet Pycnoschema och familjen Dynastidae. Inga underarter finns listade i Catalogue of Life.